# Infanteriedivisie Potsdam
De Infanteriedivisie Potsdam (Duits: Infanterie-Division „Potsdam") was een kort bestaande Duitse Infanteriedivisie tijdens de Tweede Wereldoorlog.

## Divisie geschiedenis
Op 29 maart 1945 werd de divisie opgericht in de Truppenübungsplatz Döberitz (militair oefenterrein Döberitz) bij Berlijn in de Wehrkreis III (3e militair district). De divisie werd opgebouwd uit de restanten van de 85. Infanterie-Division  (85e Infanteriedivisie), die daarvoor tijdens zware gevechten in Frankrijk en de Nederrijn uitgeput waren. In april 1945 volgde de opstelling, als onderdeel van de laatste Aufstellungswelle  (vrije vertaling: opstellingsgolf). Op 8 april 1945 werd de divisienaam gewijzigd in Infanterie-Division „Potsdam" (Infanteriedivisie Potsdam).
Als onderdeel van het 12. Armee  (12e Leger) werd de divisie ingezet in het Harz als niet-gesloten en volledige gevechtseenheid. Daar zou op 8 april 1945 een gevechtsgebied tussen Quedlinburg en Werningerode tegen de oprukkende Geallieerden verdedigd moeten worden. Het Grenadier-Regiment Potsdam 2  (Grenadiersregiment Potsdam 2) en het Pionier-Bataillon Potsdam (Genie-bataljon Potsdam), kwamen eerst in het westen niet tot inzet, maar werden ingezet bij het Infanterie-Division Ulrich von Hutten  (Infanteriedivisie Ulrich von Hutten) in Oost-Duitsland. Vanwege de superieure vijandelijke strijdkrachten, werd de divisie echter grotendeels vernietigd. Midden april 1945 waren de meeste troepen omsingeld in Harz, en werd de divisie ontbonden op 20 april 1945. Onderdelen van de divisie gaven zich over aan de Amerikaanse 8e Pantserdivisie. Enige onderdelen van het Füsilier-Bataillon (Fuselier-bataljon) werden gebruikt voor de nog op te richten Infanterie-Division Scharnhorst  (Infanteriedivisie Scharnhorst).

## Commandanten
| Rang               | Naam         | Begin         | Eind          | Opmerking                                                                                                 |
| ------------------ | ------------ | ------------- | ------------- | --- |
| Oberst der Reserve | Erich Lorenz | 15 maart 1945 | 20 april 1945 | vanaf 15 maart 1945; m.d.F.b. (mit der Führung beauftragt) (vrije vertaling: met het leiderschap belast). |

## Gebieden van operaties[2]
- Nazi-Duitsland, maart 1945 - april 1945

## Samenstelling[3]
Stand: 29 maart 1945
- Grenadier-Regiment Potsdam 1 (GR 1053 Oberstleutnant Pohl) (uit het Grenadier-Regiment 1053 van de 85. Infanterie-Division)
- Grenadier-Regiment Potsdam 2 (GR 1054 Oberst Fritz Grassau) (uit het Grenadier-Regiment 1054 van de 85. Infanterie-Division)
- Grenadier-Regiment Potsdam 3 (GR 1064 Major Schwieger)
- Artillerie-Regiment Potsdam (Major Graß)
- Füsilier-Bataillon Potsdam (Major Mittermaier)
- Panzerjäger-Abteilung Potsdam (Hauptmann Dittbern)
- Nachrichten-Abteilung Potsdam
- Pionier-Bataillon Potsdam
- Feldersatz-Bataillon
- Versorgungsregiment Potsdam

Stand: 12 april 1945
- Grenadier-Regiment Potsdam 1 (niet meer in het Harz)	I., II.Btl.
- Grenadier-Regiment Potsdam 2 (niet meer in het Harz)	I., II.Btl.
- Grenadier-Regiment Potsdam 3 I., II.Btl. (I.Btl. niet meer in Harz)
- Artillerie-Regiment Potsdam II.-IV.Abt. (III.Abt. niet meer in het Harz)
- Div.Einh."Potsdam" (onderdelen niet meer in het Harz)	Pi.Btl."Potsdam" (niet meer in het Harz), Nachr.Abt."Potsdam", Inf.Div.Nachschubführer "Potsdam", Pz.Jg.Abt."Potsdam"
- Füsilier-Bataillon Potsdam